# St. Jakobus der Ältere (Gaden)

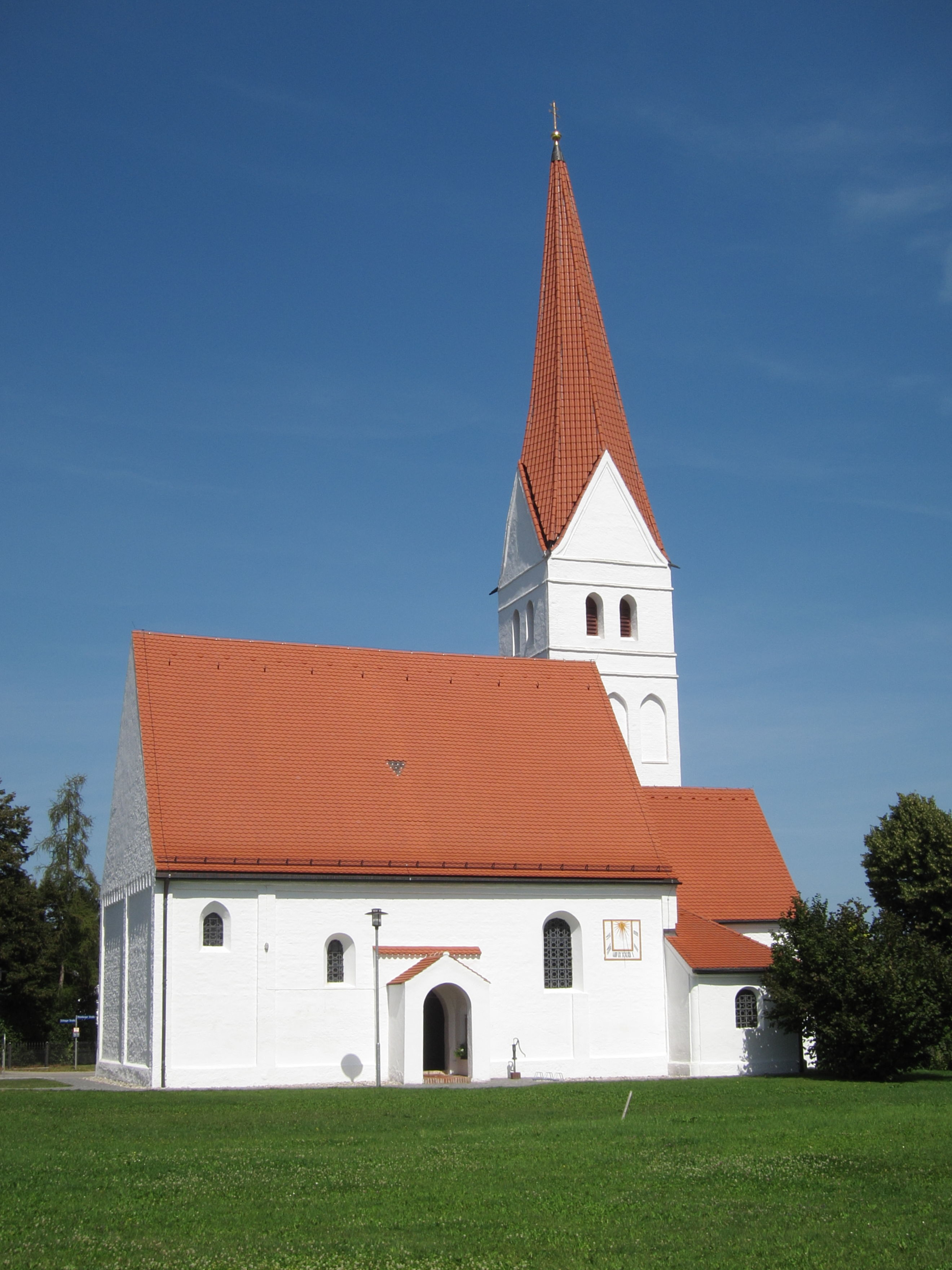
Ansicht von Süden

St. Jakobus der Ältere ist die römisch-katholische Kirche von Gaden in der Gemeinde Eitting. Die Kirche ist Teil des Pfarrverbands Langenbach-Oberhummel im Dekanat Freising des Erzbistums München und Freising. Patron der Kirche ist der Apostel Jakobus der Ältere.

## Baugeschichte
Der Hauptbau der Kirche, bestehend aus Langhaus und dem deutlich kleineren Chor, wurde Anfang des 15. Jahrhunderts errichtet. Die im neuromanischen Stil gehaltene Holzdecke im Langhaus stammt aus dem 19. Jahrhundert, während die Decke im Chor als Kreuzrippengewölbe ausgeführt wurde. Der runde Schlussstein des Gewölbes wurde mit einem Relief verziert, das das Haupt Christi darstellt. Im hinteren Teil des Langhauses befindet sich eine Empore. Der Glockenturm wurde gegen Ende des 15. Jahrhunderts ergänzt und steht nördlich des Chores. In einem Anbau südlich des Chores befindet sich die Sakristei. Die Decke der barocken Sakristei wurde als Kreuzgratgewölbe ausgeführt. Betreten wird die Kirche durch ein barockes Vorhaus. Anstatt einer Turmuhr gibt es eine Sonnenuhr an der Südfassade des Langhauses.

## Innenausstattung
Der Hauptaltar im Chor wurde 1896 vom Münchner Architekten Joseph Elsner gefertigt. Das in rot-grün-gold gehaltene Altarretabel wird von drei Figuren dominiert. Von links nach rechts sind das der Kirchenpatron Jakobus, eine Madonna und eine Anna Selbdritt. Die aus Terrakotta gefertigte Madonna wurde um 1450 geschaffen, die beiden anderen Figuren(-gruppen) gegen Ende des 15. Jahrhunderts.
Im Langhaus finden sich links und rechts des Chorbogens zwei Nebenaltäre. Der nördliche Altar ist der Altar des Heiligen Leonhard von Limoges. Die Figur wird dem Spätbarock zugeschrieben. Den südlichen Altar ziert die Heilige Familie.
Am Scheitel des Chorbogens hängt ein Kruzifix, das im 18. Jahrhundert entstand. Es wurde 1728 von Caspar Neymair aus Oberding gestiftet.
Die barocke Orgel wurde um 1872 in Gaden aufgestellt. Zuvor war das vom Anfang des 18. Jahrhunderts stammende Instrument vermutlich als Prozessionsorgel genutzt worden. Da die Orgel kaum mehr bespielbar war, wurde sie restauriert. Dabei stellte sich heraus, dass ein Teil der Orgel (die Windlade) noch deutlich älter sein musste. Eine dendrochronologische Untersuchung ergab eine Herstellung des Teilstücks in der Zeit nach 1582. Mitte 2013 wurde die Orgel wieder in der Kirche installiert und kann wieder gespielt werden.

## Geläut
Im Turm ist ein Geläut aus vier Glocken installiert. Der hölzerne Glockenstuhl stammt von 1946. Die älteste Glocke (⌀ 71 cm; Tonhöhe d) ist aus dem Jahr 1521. Die als einzige der Glocken händisch geläutete Totenglocke hat einen Durchmesser von 60 cm und schwingt im Ton es0. Sie wurde 1662 bei Bernd Ernst in München gegossen.
Zwei weitere Glocken wurden während des Zweiten Weltkrieges eingeschmolzen und 1946/47 durch neue Glocken (⌀ 106 cm, g0 und ⌀ 88 cm, a0) und  aus der Erdinger Glockengießerei ersetzt.